# Кавракирово
Кавракирово је насељено место у општини Петрич у области Благоевград, Бугарска. Према попису из 2021. године било је 1.482 становника.
Према бугарском географу и историчару, Василу Канчову, у Кавракирову је 1900. године живело 220 Словена хришћана. Село се раније звало Орман. Тренутно име је добило по бугарском политичару и комунисти Симеону Кавракирову.